# Thymoites rarus
Thymoites rarus es una especie de araña araneomorfa del género Thymoites, familia Theridiidae. Fue descrita científicamente por Keyserling en 1886.
Habita en Brasil.